# Paul Harrington
Paul Harrington (Dublin, 1960. május 8. –) ír énekes, aki Charlie McGettigannel együtt megnyerte az 1994-es Eurovíziós Dalfesztivált a Rock 'n' Roll Kids című dallal. Ez volt Írország sorozatban harmadik, összesen a hatodik győzelme.
Harrinton együtt dolgozott Michael Flatleyvel a Celtic Tiger ("Kelta Tigris") című műsoron.

## Diszkográfiája
- Rock and Roll Kids
- What I'd Say
- A collection

## Külső hivatkozások
- Paul Harrington az Internet Movie Database oldalain
- Hivatalos honlap (angol nyelven)
- Videó: Rock 'n' Roll Kids